# Liste bekannter Unterfranken
Dies ist eine Liste bekannter Persönlichkeiten, die aus dem bayerischen Regierungsbezirk Unterfranken stammen oder dort gewirkt haben.
- Walther von der Vogelweide (~ 1170–1230), Minnesänger
- Tilman Riemenschneider (um 1460–1531), Bildhauer
- Balthasar Neumann (1687–1753), Barockbaumeister
- Friedrich Koenig (1774–1833), Buchdrucker und Erfinder der Schnellpresse
- Philipp Franz von Siebold (1796–1866), Arzt, Japanreisender und Naturforscher
- Wilhelm Conrad Röntgen (1845–1923), Entdecker der nach ihm benannten Strahlen und erster Physik-Nobelpreisträger
- Ernst Sachs (1867–1932), Industrieller und Erfinder
- Carl Diem (1882–1962), Sportwissenschaftler und -funktionär
- Leonhard Frank (1882–1961), Schriftsteller
- Max Hermann von Freeden (1913–2001), Kunsthistoriker
- Andreas Kupfer (1914–2001), Fußballspieler
- Jack Steinberger (1921–2020), Physik-Nobelpreisträger
- Michael A. Roth (* 1935), Unternehmer und ehemaliger Präsident des 1. FC Nürnberg
- Armin Grein (1939–2024), Bundesvorsitzender und Mitbegründer der Freien Wähler
- Jutta Ditfurth (* 1951), Politikerin (Bündnis 90/Die Grünen)
- Thomas Bach (* 1953), Olympiasieger im Fechten und Sportfunktionär (u. a. Präsident des IOC)
- Felix Magath (* 1953), Fußballspieler und -trainer
- Herbert Trimbach (* 1954), deutscher Jurist
- Frank-Markus Barwasser (* 1960), Kabarettist und Journalist
- Achim Greser (* 1961) & Heribert Lenz (* 1958), Karikaturistenduo
- Urban Priol (* 1961), Kabarettist
- Bernd Hollerbach (* 1969), Fußballspieler und -trainer
- Tommy Jaud (* 1970), Schriftsteller und Drehbuchautor
- Frank Baumann (* 1975), Fußballspieler
- Dirk Nowitzki (* 1978), Basketballspieler in der NBA
- Nadine Angerer (* 1978), Fußballspielerin (Welt- und Europameisterin)
- Thomas Lurz (* 1979), Schwimmer
- Heiko Westermann (* 1983), Fußballspieler

Weitere Persönlichkeiten:
- Liste von Persönlichkeiten der Stadt Aschaffenburg
- Liste von Persönlichkeiten der Stadt Bad Kissingen
- Liste von Persönlichkeiten der Stadt Schweinfurt
- Liste von Persönlichkeiten der Stadt Würzburg